# Порто-франко
«По́рто-фра́нко» (італ. porto franco — «вільна гавань»), вільний порт — порт, що користується правом безмитного ввезення і вивозу товарів, або має сприятливі митні правила.
«Порто-франко» не входить до складу митної території держави. Часто створюється при спорудженні нового порту з метою залучення вантажів і збільшення товарообігу.
На території сучасної України, режим «порто-франко» діяв в різні роки в Феодосії (1798—1799) та Одесі (1819—1858). Крім цього, «порто-франко» існував у Батумі (1878—1886) та Владивостоці (1861—1909).
Законом України «Про спеціальну (вільну) економічну зону „Порто-Франко“ на території Одеського морського торговельного порту» створено вільну економічну зону, в якій суб'єкти господарської діяльності мають пільговий режим оподатковування. Закон набув чинності у 2000 році і є чинним на період 25 років.